# Praxithea beckeri
Praxithea beckeri är en skalbaggsart som beskrevs av Martins och Monné 1980. Praxithea beckeri ingår i släktet Praxithea och familjen långhorningar.
Artens utbredningsområde är Venezuela. Inga underarter finns listade i Catalogue of Life.